# Las Matas (posición fortificada)
La Posición Fortificada de Las Matas (o "La Mata" como viene identificada en los partes oficiales), es un reducto fortificado que se sitúa en una loma próxima al caserío del mismo nombre, en el término municipal de Oviedo.

## Descripción
El conjunto fortificado de Las Matas se inscribe dentro del cerco de fortificaciones con que el Cuerpo de Ejército de Asturias, republicano, rodeó la capital de Asturias durante la guerra civil española. El anillo de posiciones en torno a la ciudad, alineada con el bando sublevado, fue completo y cerrado entre el 20 de julio y el 17 de octubre de 1936 en que las columnas enviadas desde Galicia en socorro de los defensores de la plaza lograron perforar el cerco y enlazar con los mismos, estableciendo un precario pasillo de comunicación a lo largo de la ladera Sur del monte Naranco que, por Las Regueras, alcanzaba Grado, para desde allí proseguir hacia la retaguardia nacional. Salvo este frágil corredor, cuya anchura definían en las proximidades de Oviedo la loma de Pando, al Sur, y las cresterías del Naranco, al Norte, el resto de la ciudad continuó presionado en todo su perímetro por el dogal de posiciones republicanas durante los doce meses que transcurrieron desde el comienzo de la guerra hasta la caída definitiva del frente norte el 21 de octubre de 1937.
El reducto defensivo de Las Matas formaba parte de la línea fortificada que cercaba la capital de Asturias por el extremo Este de la ciudad. Dicha línea comenzaba en Ventanielles, en la ladera NO de la colina de Abuli y continuaba por Les Peñes, La Bárcena hasta La Mata, donde cortaba la carretera a Santander (N-634), justamente a la altura del actual cruce de acceso al polígono industrial Espíritu Santo. Desde ahí proseguía por La Blima, Les Matuques, La Carisa … hacia Fitoria, con una zona fortificada avanzada en La Monxina, dando frente a La Cadellada.
Las posición fortificada de Las Matas cuenta con un interesante conjunto de obras de fortificación. Un puesto avanzado, trincheras abiertas en zigzag y encofradas en ladrillo (trincheras blindadas), galerías cubiertas aspillerazas y asentamientos “a prueba” (hormigón armado) para armas automáticas.
A retaguardia de estas obras se localizan los restos de una batería de artillería acasamatada. De las casamatas apenas quedan los restos de sus muros pues los techos fueron demolidos por el Servicio Nacional de Regiones Devastadas y Reparaciones una vez terminada la guerra para sustraer y aprovechar los raíles que les proporcionaban solidez. Sí se han conservado en cambio las largas galerías subterráneas abovedadas que comunicaban bajo tierra las cuatro casamatas.
La diversidad de construcciones defensivas y su relativo buen estado de conservación convierten al conjunto fortificado de Las Matas en una de las mejores muestras de patrimonio histórico de la contienda en el Principado de Asturias.
En la actualidad se última una actuación residencial que supondrá la urbanización de 237.437 metros cuadrados en la zona (viviendas y centro comercial) afectando directamente a la mayor parte de los elementos de esta posición fortificada que corren por ello serio peligro de desaparición.